# تاتيانا بروسكرياكوف
تاتيانا أفينيروفنا بروسكرياكوف (بالإنجليزية: Tatiana Proskouriakoff) (بالروسية: Татья́на Авени́ровна Проскуряко́ва) (مواليد 23،  [10 يناير في التقويم القديم] - 30 أغسطس، 1935) كانت عالمة روسية أمريكية متخصصة بحضارة المايا وعالمة آثار ساهمت كثيرًا في فك شيفرة هيروغليفيّة المايا، وهي نظام الكتابة لحضارة المايا في وسط أمريكا للعصر قبل الكولومبي.
انتقلت تاتيانا بروسكرياكوفا إلى الولايات المتحدة مع والديها عام 1916. وفي عام 1924، حصلت على الجنسية الأمريكية. تخرجت من كلية الهندسة المعمارية في بنسلفانيا (1930). في 1936-1937، شاركت في موسمين من البعثات الأثرية إلى بيدراس نيغراس (المكسيك). وفي عام 1939، قامت برحلات علمية إلى كوبان وتشيتشن إيتزا. في 1940-1958، كانت عضوًا في معهد كارنيجي وطورت طرقًا في تحديد عمر النُصب المايانية التذكارية القديمة بناءً على خواص أسلوب الفنون الجميلة. في 1950-1955، عملت على تنقيبات مايابان.
وانتقلت بروسكرياكوف إلى متحف بيبودي في جامعة هارفارد، حيث عملت حتى تقاعدها عام 1977. في السنوات الأخيرة من حياتها، أصيبت بمرض ألزهايمر. يعتبر أكثر إسهامات تاتيانا بروسكرياكوف العلمية أهمية هو التطبيق الملائم للطريقة الهيكلية على نقوش المايا في الفترة الكلاسيكية، وأثبتت نتيجة لذلك أن الأحداث التاريخية سُجِّلت على الآثار. نُشرت منشورات حول تطبيق الطريقة الجديدة منذ 1960. وفي 1967، كَتبت مقدمة الترجمة الإنجليزية لدراسة يوري كنوروزوف «كتابة هنود المايا». مع ذلك، لم تحاول أن تلفظ نصوص المايا، على الرغم من أنها فهمت طريقة فك شيفرة اللغة المكتوبة.
وَضَع عملها أساسًا متينًا لفهم النصوص التاريخية المايانية وإعادة بناء التاريخ السياسي لدول المدن المايانية. في 1974، جهَّزت فهرسًا من 1000 من منتجات اليشم من مجرى سينوتي المقدس في تشيتشن إيتزا، واحتُفظ بها في متحف بيبودي. عَملت بروسكرياكوف لأكثر من 20 سنة على التاريخ الموحد للمايا، الذي نُشر بعد وفاتها عام 1994. كانت عضوًا كامل العضوية في الجمعية الأمريكية لعلم البشريات. في 1971، سُميت امرأة العام في ترشيح جامعة ولاية بنسلفانيا. بروسكرياكوف هي دكتورة شرفية لجامعة تولين (1977). مُنحت ميدالية ألفرد في. كيدر (1962) ووسام الكويتزول من الحكومة الغواتيمالية عام 1984. في 1998، دُفن جزء من رماد بروسكرياكوف في بناء «جاي-23» على الأكروبول في بيدراس نيغراس، التي بينتها في إعادات تشكيلاتها الأثرية.

## حياتها المبكرة
وُلدت في تومسك، في محافظة تومسك في الإمبراطورية الروسية، لوالد عالم كيمياء وزوجته الطبيبة. سافرت العائلة إلى الولايات المتحدة عام 1915، لطلب نيقولا الثاني إمبراطور روسيا من والدها أن يُشرف على إنتاج الذخائر للحرب العالمية الأولى. أجبرت الثورة الروسية العائلة على البقاء بشكل دائم. وقد زارت روسيا مرة واحدة فقط بعد ذلك، لتلتقي بعالم المايا يوري كنوروزوف.
كانت مخلصة لمهنتها في تفسير الفن، العمارة والهيروغليفيّة. استطاعت القراءة ببراعة بعمر 3 أعوام. وكانت لديها موهبة الرسم وتلقت دروسًا في الفن والألوان المائية.
عاشت العائلة لفترة في أوهايو، ثم انتقلت إلى منطقة فيلاديلفيا، واستقرت في لانسداون، بنسلفانيا. تخرجت بروسكرياكوف بتفوق على دفعتها وكانت محررة الكتاب السنوي للكلية.
في 1926، تسجلت تاتيانا في كلية الهندسة المعمارية بجامعة ولاية بنسلفانيا وكانت الخريجة الأنثى الوحيدة في دفعتها لعام 1930. تلقت تعليمها في الهندسة المعمارية في البداية، وذهبت لاحقًا للعمل لصالح لينتون ساترثويت الابن ومتحف جامعة بنسلفانيا في موقع المايا بّيدراس بيغراس في 1936-1937. يقع موقع بيدراس بيغراس بين المكسيك وغواتيمالا في منطقة أوسوماتيندا. وباعتبارها متخصصة في الهندسة المعمارية، كانت مهمة تاتيانا الأولى في بيدراس بيغراس هي تفسير الآثار المعمارية للموقع. كانت هذه الرحلات بداية عمل حياتها، وجدت شغفًا جديدًا لدراسة المايا القديمة. عند عودتها إلى بنسلفانيا، قامت بإعداد رسم يعيد بناء أركوبوليس بيدراس بيغراس الذي لفت انتباه سيلفانوس مورلي. أدرك مورلي قدرة المهندسة المعمارية الشابة على تخيل الهيكل الأثري كما كان سابقًا وكيف تُقدمه بدقة فنية. أدى هذا لاحقًا إلى تعاون تاتيانا مع مورلي.

## روابط خارجية
- تاتيانا بروسكرياكوف على موقع الموسوعة البريطانية (الإنجليزية)